# Johannes Schele

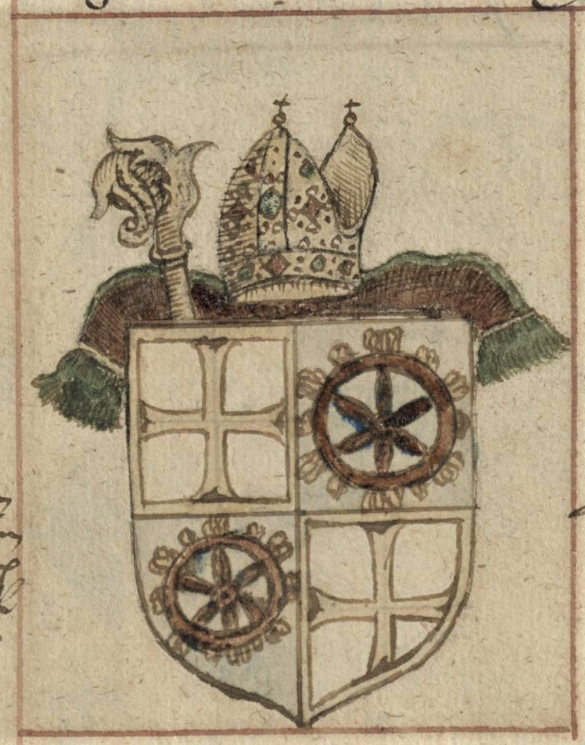
Bischofswappen Johann Scheles, aus der Rehbein-Chronik

Johann Schele (auch: Scheele, * ca. 1385–1390 in Hannover; † 8. September/8. Oktober 1439 in Ungarn) war als Johannes VII. von 1420 bis zu seinem Tode 1439 Bischof von Lübeck, seit 1433 Teilnehmer des Basler Konzils (1431–1449) und seit 1434 schließlich auch Gesandter Kaiser Sigismunds am Konzil. Er stammt aus einer angesehenen bürgerlichen Familie der Stadt Hannover und gilt als einer der einflussreichsten Konzilsväter des Basler Konzils sowie als überzeugter Konziliarist.

## Leben

### Kleriker und Bischof von Lübeck
Schele war „vermutlich [der] Sohn eines hannoverschen Ratsherrn“ und besuchte um 1400 die Domschule, das heutige Theodorianum, zu Paderborn. 1407 erhielt Berthold Rike (Ryke; latinisiert Bertold Dives) (* um 1386 in Hannover; † 18. August 1436 in Schwaan) ein Kanonikat an der Stiftskirche St. Marien in Großglogau in Schlesien. Vermittler dieses Transfers waren Johannes Schele und Dietrich Reseler – zwei Kuriale, die für die weitere Karriere Rikes bedeutend wurden und gemeinsam mit Rike sowie seinen Verwandten Ludolf Grove und Ludolf Quirre eine „Seilschaft“ am römischen Pfründenmarkt bildeten. Um 1408 begann Schele sein Studium. 1412 ist nachgewiesen, dass er sich in die Matrikel der Universität Bologna einschrieb. Dort promovierte er dann 1413 zum licentiatus in decretis. Danach sind Anstellungen als Thesaurar in Minden, als Kanoniker in Dorpat und Lübeck sowie als Dekan in Bremen bekannt.
Nach dem Tod des Lübecker Bischofs Johann von Dülmen wurde Johann Schele Anfang 1420 als Mitglied des Domkapitels einstimmig zum Nachfolger gewählt. Seine Wahl wurde am 13. März von Papst Martin V. in Florenz bestätigt. Auf seiner Rückkehr nach Lübeck erhielt Johann Schele von der Universität Bologna den akademischen Grad des doctor iuris canonici. In seinem Amt als Bischof von Lübeck traten vor allem die Aspekte der Absicherung und Vermehrung der bischöflichen Einkünfte sowie die wiederholte Vermittlertätigkeit des Bischofs besonders in den Vordergrund. So wurde der Lübecker Bischof bereits kurz nach seiner Bischofswahl zum päpstlichen Schiedsrichter im Streit zwischen König Erik VII. und Graf Adolf VIII. von Holstein um das Herzogtum Schleswig benannt und wurde mehrmals vermittelnd in dieser Angelegenheit tätig.

### Teilnehmer am Basler Konzil
Bischof Johann Schele ließ sich am 19. Juni 1433 als Teilnehmer des Basler Konzils inkorporieren, dessen Mitglied er bis zu seinem Tod blieb. Während dieser Zeit weilte er nur einmal für einige Monate 1438 in seiner Diözese. Aufgrund seiner Herkunft war er Mitglied der deutschen Nation auf dem Basler Konzil, darüber hinaus war er der deputatio pro communibus zugeordnet, dessen Präsidentschaft er im April 1434 ausübte. Durch sein Mitwirken in zahlreichen Ämtern und Kommissionen der Konzilsbürokratie, wie z. B. als Mitglied des Zwölfmännerausschusses oder als einer der assistentes der Generalkongregation, beteiligte sich Schele an den Verwaltungsaufgaben des Konzils.
Das Basler Konzil hatte sich die causa fidei (Glaubensangelegenheiten), die causa pacis (Friedensangelegenheiten) und die causa reformacionis (Kirchenreform) als Schwerpunkte gesetzt. Bischof Schele war in allen diesen Bereichen in Form von Kommissionen oder Konzilsgesandtschaften aktiv. In der Hussitenfrage etwa war der Lübecker Bischof Mitglied einer Konzilsgesandtschaft nach Regensburg zwischen Juli und Oktober 1434 zwecks Gesprächen mit Anhängern der Hussiten und Kaiser Sigismund. Des Weiteren war Schele mehrmals in Friedensmissionen tätig, so z. B. 1436 in Verhandlungen mit den sich in Fehde befindenden Friedrich I. von Brandenburg und Herzog Ludwig VII. von Bayern. In Fragen der Kirchenreform wirkte Schele in zahlreichen Kommissionen an der Vorbereitung der Konzilsdekrete mit.
In Bezug auf die causa reformacionis sticht sicher die Reformschrift „Avisamenta reformacionis in curia et extra“ heraus, die wahrscheinlich zwischen 1433 und 1434 entstanden ist. Es ist strittig, ob Schele die Schrift in größeren Teilen bereits mit nach Basel brachte oder sie erst auf dem Konzil entstand. Allerdings steht fest, dass Schele verschiedenste Vorstellungen aus dem Kreis der deutschen Konzilsteilnehmer in einem Dokument zusammengestellt hat, das vom Konzilspräsident Cesarini in Auftrag gegeben wurde. Der Reformtraktat listet stichpunktartig 114 Reformvorschläge auf, von denen sich der Großteil mit der Reform der Kirche an Haupt und Gliedern befasst, als typisches Merkmal dieser Art von Reformschriften aber auch ein kleiner Teil die Reform im Weltlichen behandelt. Scheles Reformverständnis umfasst also eine Reform der Christenheit im Geistlichen wie im Weltlichen.

### Kaiserlicher und Königlicher Gesandter
Nachdem Bischof Schele bereits vor Beginn des Konzils Bekanntschaft mit Kaiser Sigismund gemacht hatte, bot der Basler Reichstag 1433/34 die Chance diese Beziehung zu vertiefen. Schließlich wurde Schele am 8. August 1434 zusammen mit Dr. Georg Fischer und Dr. Georg Heimberg als kaiserlicher Gesandter am Basler Konzil ausgewählt. Auf dem Konzil hatte er nun neben seiner Stellung als Konzilsvater auch noch die Funktion des kaiserlichen Stellvertreters inne.  Seine Aufgaben als kaiserlicher Gesandter umfassten den Schutz des Konzils gegen seine Gegner, die Einhaltung kaiserlichen Rechts gegen Bestrebungen des Konzils sowie die Diplomatie mit Vertretern anderer Mächte, die auf dem Basler Konzil politisch tätig waren. Mit dem Tod Sigismunds am 9. Dezember 1437 endete zwar auch der Gesandtschaftsauftrag Scheles, jedoch wurde er am 4. Mai 1438 erneut zum Gesandten des neu gewählten Königs Albrecht II. ernannt.
Von Albrecht „zu Kysdy an der Theysse“ erwirkte Schele eine Urkunde vom 23. August 1439, in welcher alle bisherigen Rechte und Freiheiten der Stadt Hannover bestätigt wurden.
Nach seiner Abreise von einer Konzilsgesandtschaft zu Albrecht starb Bischof Johann Schele vor der Rückkehr nach Basel am 8. September 1439 an einem unbekannten Ort in Ungarn an den Folgen der Pest. Seine Leiche wurde im Schottenkloster in Wien bestattet.

## Werke
- Avisamenta reformacionis in curia et extra, abgedruckt in: Quellen zur Kirchenreform im Zeitalter der grossen Konzilien der 15. Jahrhunderts. Zweiter Teil. Die Konzilien von Pavia/Siena (1423/24), Basel (1431–1449) und Ferrara/Florenz (1438–1445). Hrsg. von Jürgen Miethke und Lorenz Weinrich, Darmstadt 2002, S. 203–237.